# Grenze zwischen Bosnien und Herzegowina und Serbien

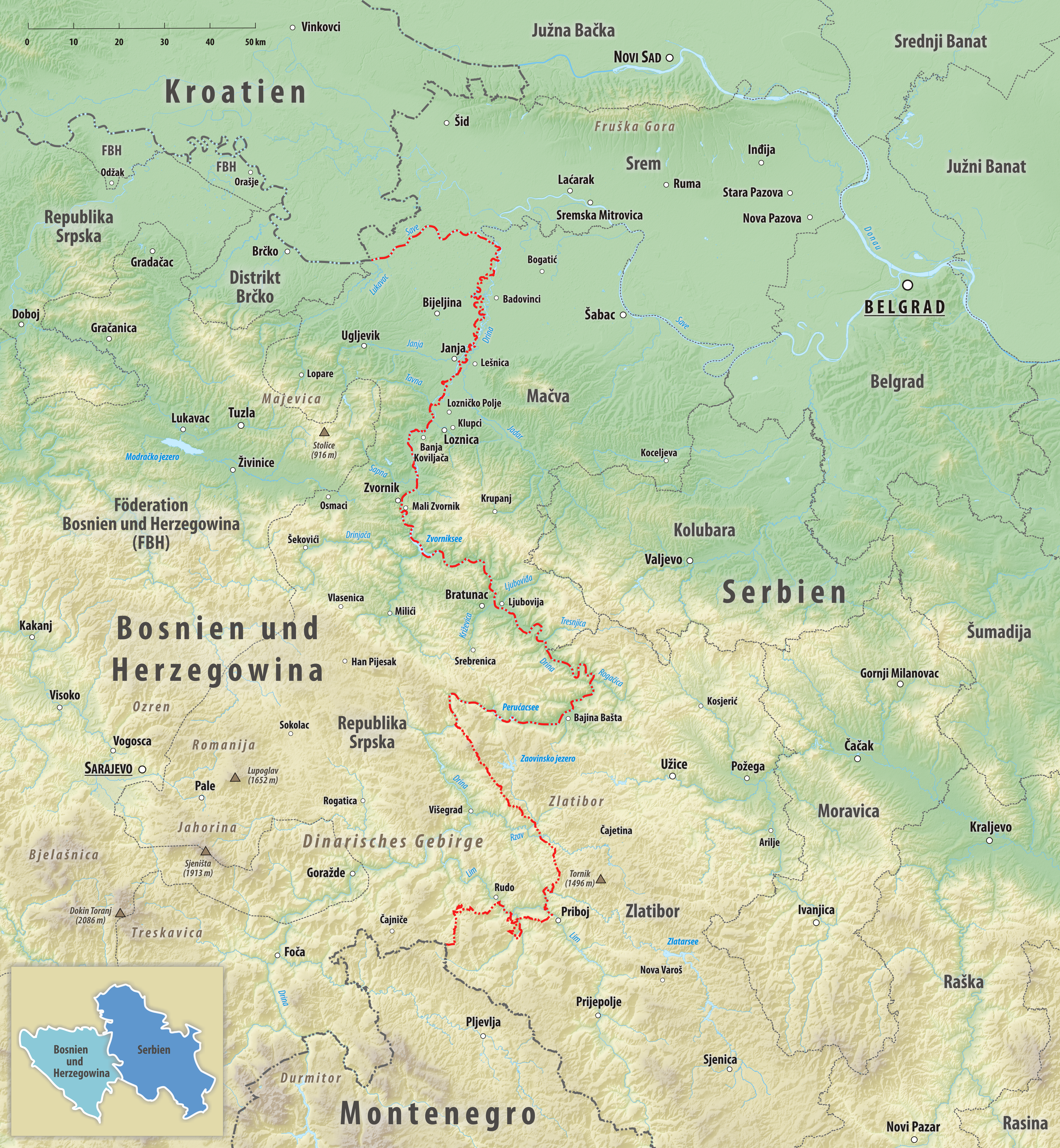
Grenzverlauf zwischen Bosnien und Herzegowina und Serbien

Die Grenze zwischen Bosnien und Herzegowina und Serbien trennt diese beiden Staaten.

## Verlauf
Im Norden nimmt die Grenze am Dreiländereck mit Kroatien im Fluss Save bei Vršani ihren Anfang. Sie folgt dem Flusslauf der Save flussabwärts bis zur Mündung der Drina (serbisch-kyrillisch: Дрина) bei Crna Bara (Црна Бара) und setzt sich dann nach Süden in der Drina fort, wobei sie einigen Seitenarmen dieses Flusses nicht folgt. Dabei lässt sie das bosnische Janja (Јања) westlich liegen, weiter die östlich gelegene serbische Stadt Loznica (Лозница) und das bosnisch-herzegowinische Zvornik (Зворник) westlich des Flusses. Die Grenze folgt weiter dem Lauf der Drina am bosnisch-herzegowinischen Bratunac (Братунац) vorbei und erreicht ihren östlichsten Punkt nördlich des serbischen Bajina Bašta (Бајина Башта). Von dort aus folgt sie dem Lauf der Drina weiter in westlicher Richtung in den Drina-Canyon und verlässt, kurz nachdem sich der Fluss aufwärts nach Südosten fortsetzt, dessen Lauf. Die Grenze verläuft nunmehr östlich von Višegrad (Вишеград) über den Grenzübergang beim serbischen Kotroman (Котроман) und durch den oberen Stolac (1673 m), quert dabei den Crni Rzav und setzt sich zum Fluss Lim knapp unterhalb des serbischen Priboj (Прибој) fort. Dabei wird zweimal die Bahnstrecke Belgrad–Bar gequert und die Grenze verläuft für wenige Kilometer südlich des Lim, dabei in Međurečje eine knapp 4 km² große Exklave in serbischem Gebiet ausbildend und dann bis Rudo (Рудо) auf rund 2 km dem Lauf des Lim folgend. Auf der Höhe von Rudo führt der Grenzverlauf zunächst westlich vom Lim weg und wendet sich dann nach Süden, bis sie das Dreiländereck mit Montenegro rund 400 m nordöstlich des Bergs Zelena Glava erreicht.
Die Länge der Grenze wird mit 302 km angegeben.

## Gemeinden an der Staatsgrenze (von Nord nach Süd)

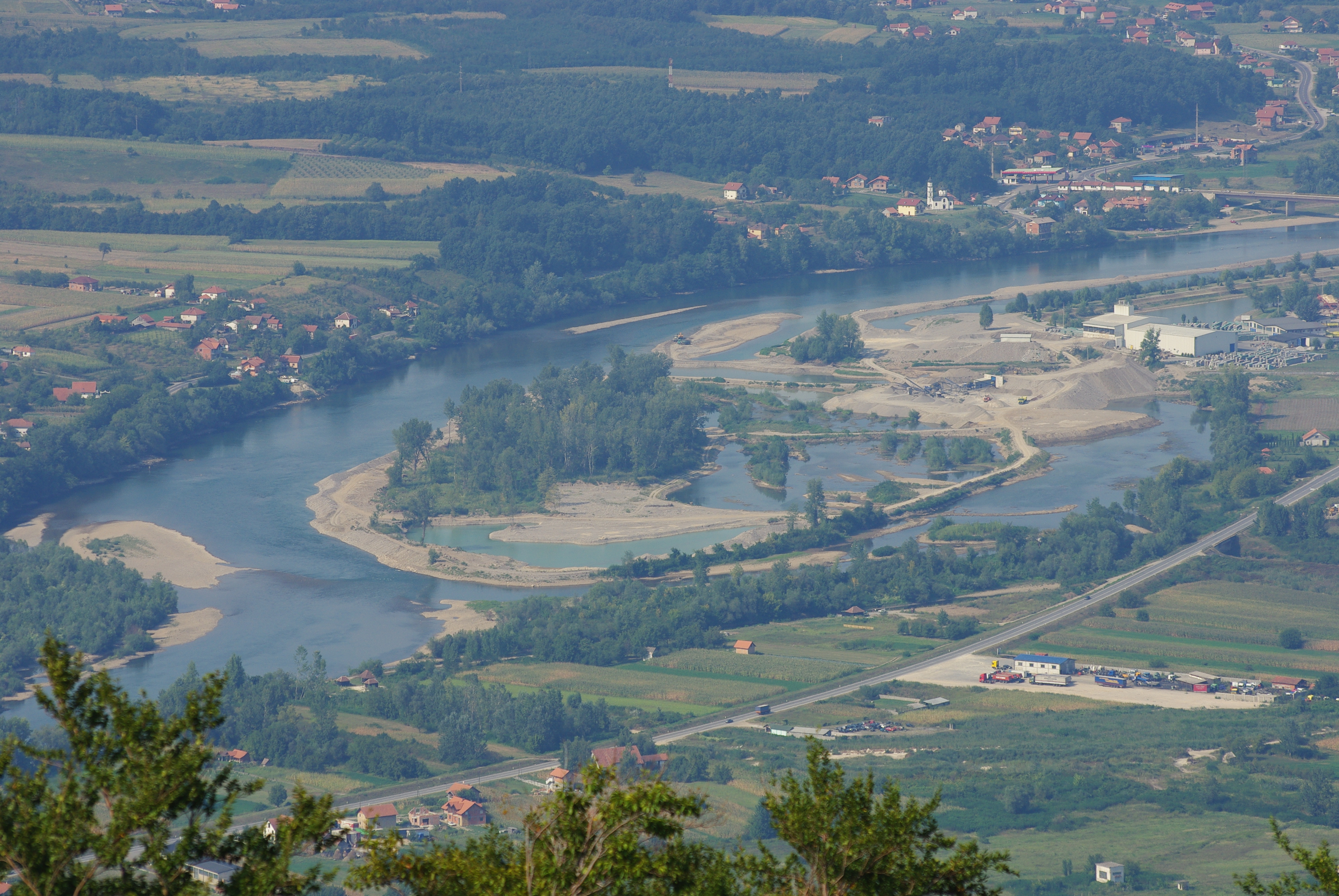
Die Drina bei Loznica

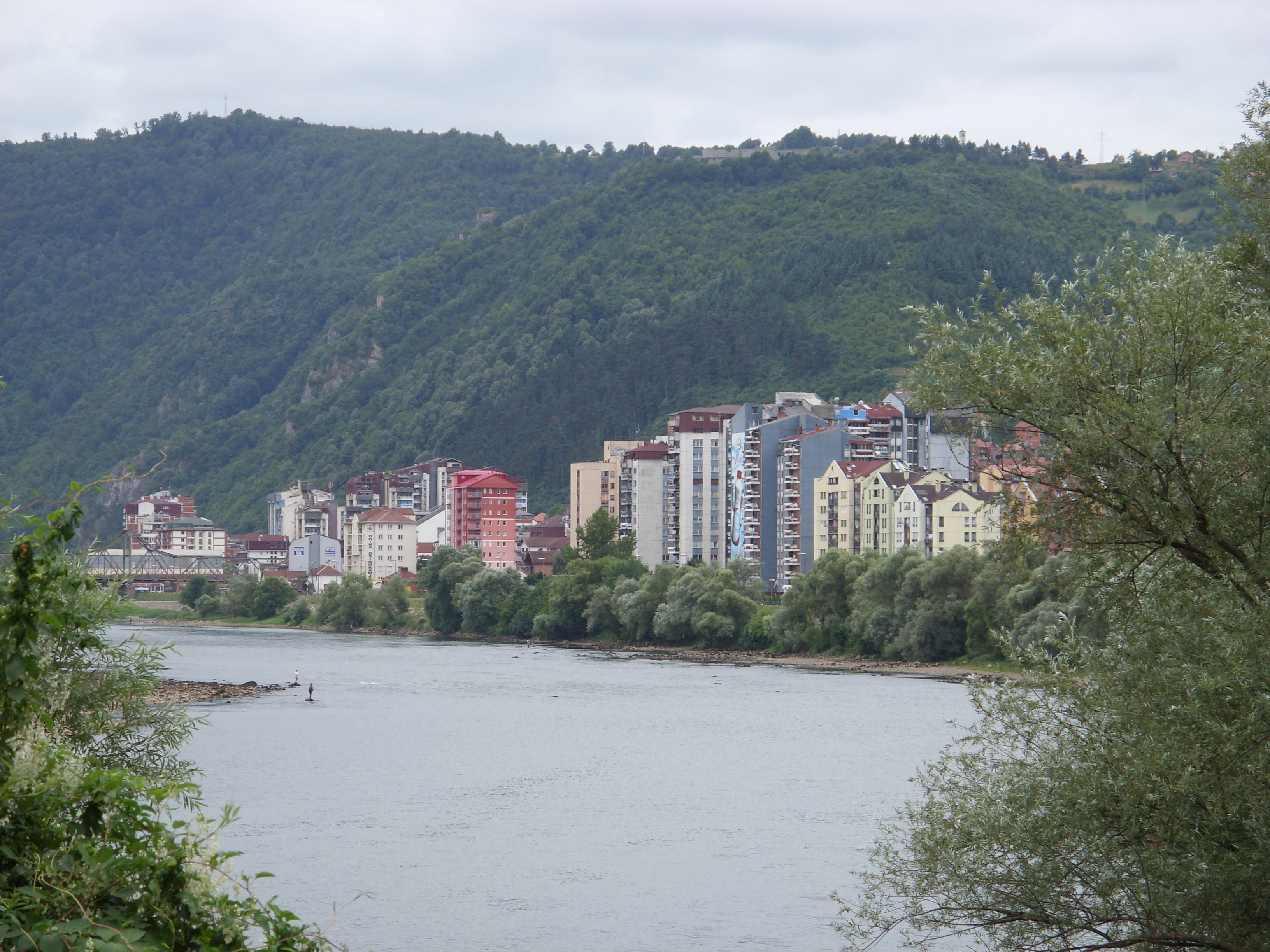
Blick auf Zvornik

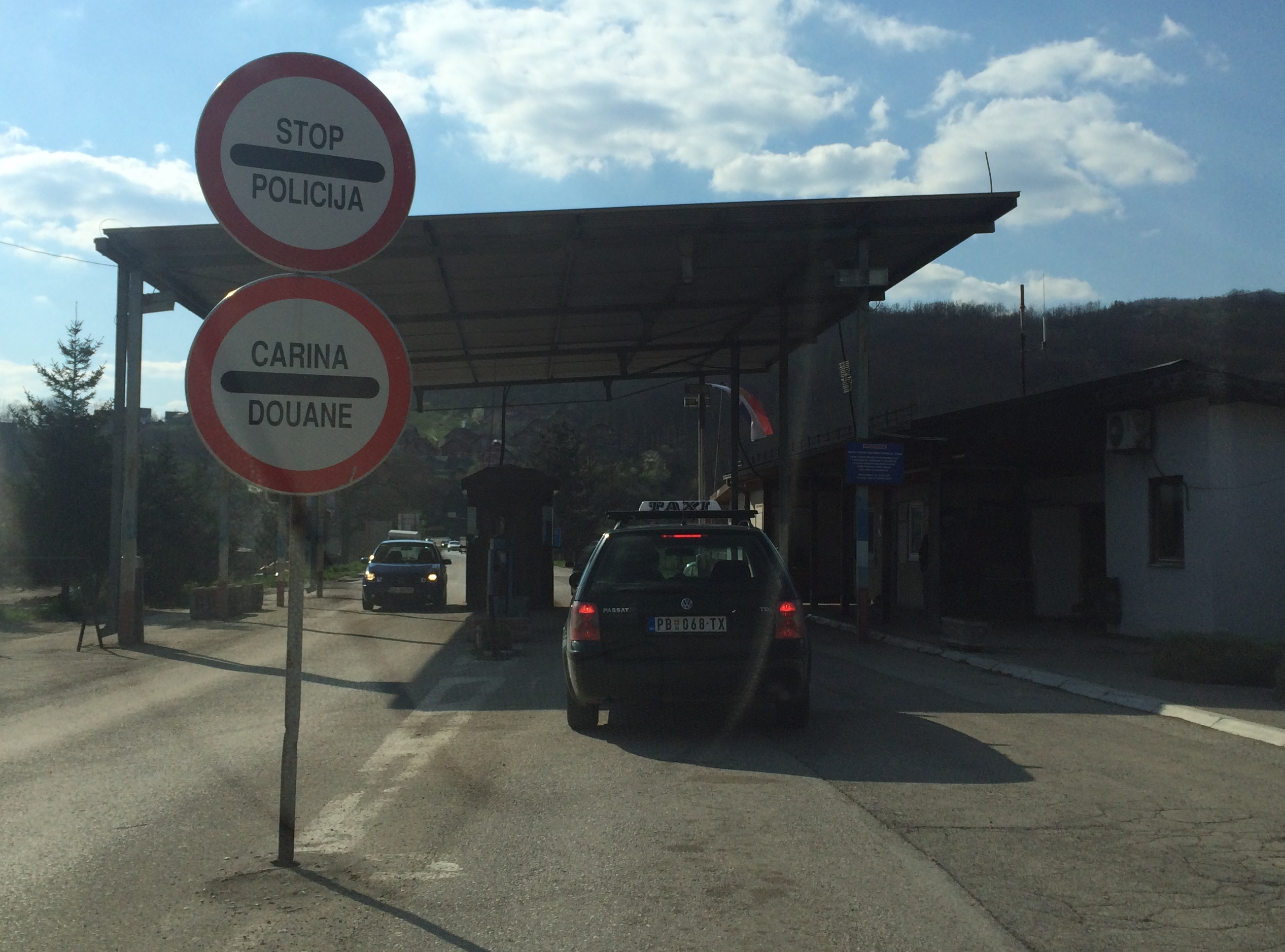
Grenzstation bei Priboj (2015)

| BOSNIEN UND HERZEGOWINA | BOSNIEN UND HERZEGOWINA | BOSNIEN UND HERZEGOWINA |                  | SERBIEN  | SERBIEN                   | SERBIEN  |
| Entität                 | Gemeinde                | Grenz- übertritt        | Grenz- übertritt | Gemeinde | Okrug (Verwaltungsbezirk) |          |
| ----------------------- | ----------------------- | ----------------------- | ---------------- | -------- | ------------------------- | -------- |
| Kroatien                |                         |                         |                  |          |                           |          |
| Republika Srpska        | Bijeljina               |                         | S a v e          |          | Šid                       | Srem     |
| Republika Srpska        | Bijeljina               | Sremska Mitrovica       | S a v e          |          |                           | Srem     |
| Republika Srpska        | Bijeljina               |                         | S a v e          | Bogatić  | Mačva                     |          |
| Republika Srpska        | Bijeljina               | D r i n a               |                  | Bogatić  | Mačva                     |          |
| Republika Srpska        | Bijeljina               | Šabac                   |                  |          | Mačva                     |          |
| Republika Srpska        | Bijeljina               | Loznica                 |                  |          | Mačva                     |          |
| Republika Srpska        | Zvornik                 |                         |                  |          | Mačva                     |          |
| Republika Srpska        | Mali Zvornik            |                         |                  |          | Mačva                     |          |
| Republika Srpska        | Bratunac                |                         |                  |          | Mačva                     |          |
| Republika Srpska        | Ljubovija               |                         |                  |          | Mačva                     |          |
| Republika Srpska        |                         | Bajina Bašta            | Zlatibor         |          |                           |          |
| Republika Srpska        | Srebrenica              | Bajina Bašta            | Zlatibor         |          |                           |          |
| Republika Srpska        | Višegrad                | Bajina Bašta            | Zlatibor         |          | Z l a t i b o r           |          |
| Republika Srpska        | Višegrad                | Užice                   | Zlatibor         |          | Z l a t i b o r           |          |
| Republika Srpska        | Rudo                    |                         | Zlatibor         |          | Z l a t i b o r           | Čajetina |
| Republika Srpska        | Rudo                    | Sjenica                 | Zlatibor         |          | Z l a t i b o r           |          |
| Republika Srpska        | Čajniče                 |                         | Zlatibor         |          | Z l a t i b o r           |          |
| Montenegro              |                         |                         |                  |          |                           |          |

## Geschichte
Die Grenze geht auf den Berliner Kongress (1878) zurück, durch den die Balkankrise beigelegt und die volle Souveränität Serbiens bestätigt wurden. Österreich-Ungarn erhielt dabei das Recht, Bosnien und Herzegowina militärisch zu besetzen, das schließlich 1908 von ihm annektiert wurde. Nach dem Ersten Weltkrieg entfiel die Grenze mit der Gründung des Königreichs der Serben, Kroaten und Slowenen, aus dem 1929 das Königreich Jugoslawien wurde. Nach dem Zweiten Weltkrieg entstanden Serbien und Bosnien und Herzegowina als Teilrepubliken der Sozialistischen Föderativen Republik Jugoslawien und die Grenze damit als solche der jugoslawischen Teilrepubliken wieder, wobei Bosnien und Herzegowina in den 1990er Jahren die Unabhängigkeit erlangte und Serbien und Montenegro sich 2006 mit der Auflösung von Restjugoslawien trennten. Damit etablierte sich schließlich die serbisch-bosnisch-herzegowinische Grenze als internationale Grenze, die 1995 durch das Abkommen von Dayton bestätigt wurde.